# Hans Zender
Hans Zender (født 22. november 1936  død 22. oktober 2019) var en tysk komponist og dirigent. Siden 1960'erne har han markeret sig stærkt som komponist. Sideløbende optrådte han ofte som dirigent, fortrinsvis af ny kompositionsmusik.